# Rathausplatz Vilnius

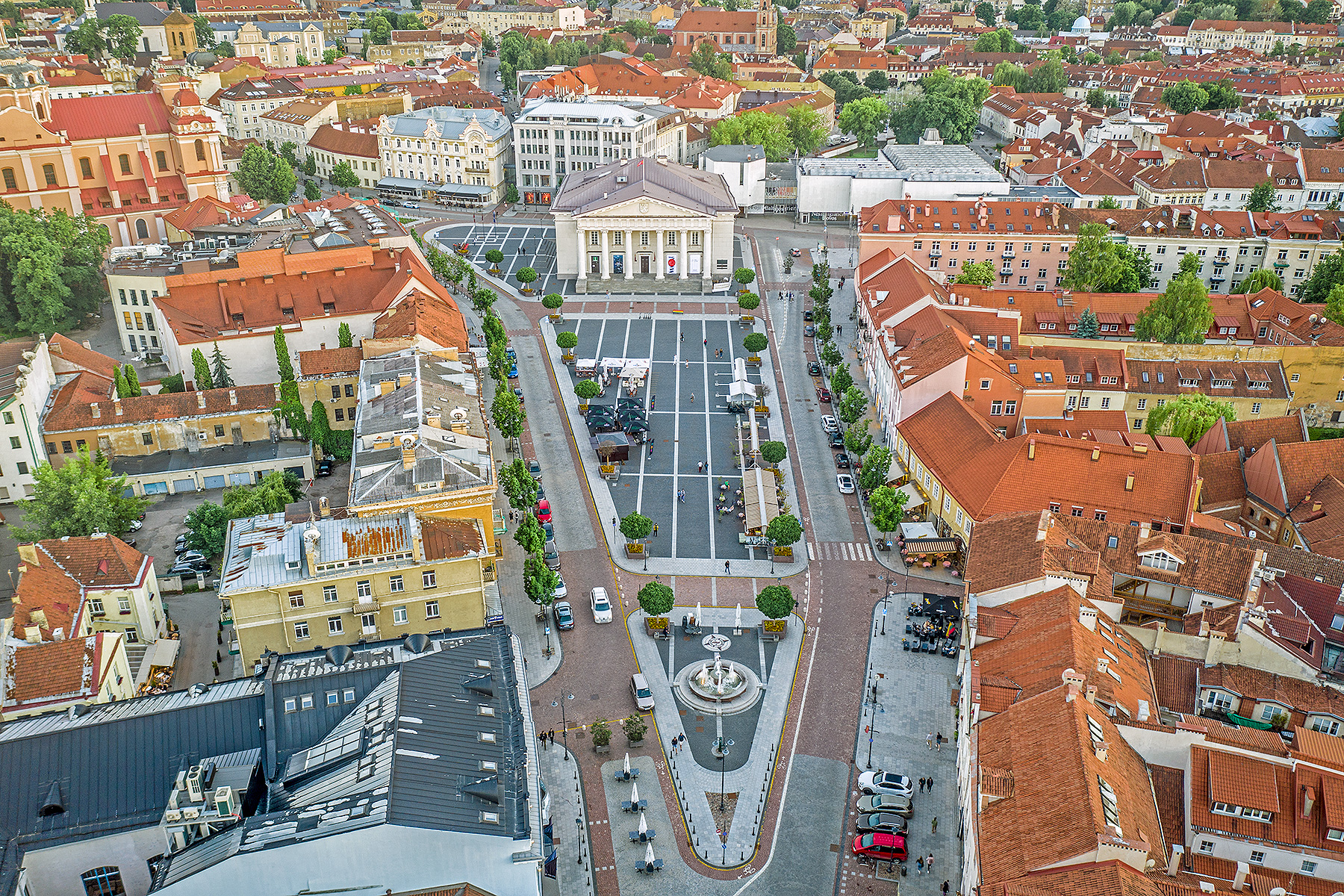
Luftbild (2021)

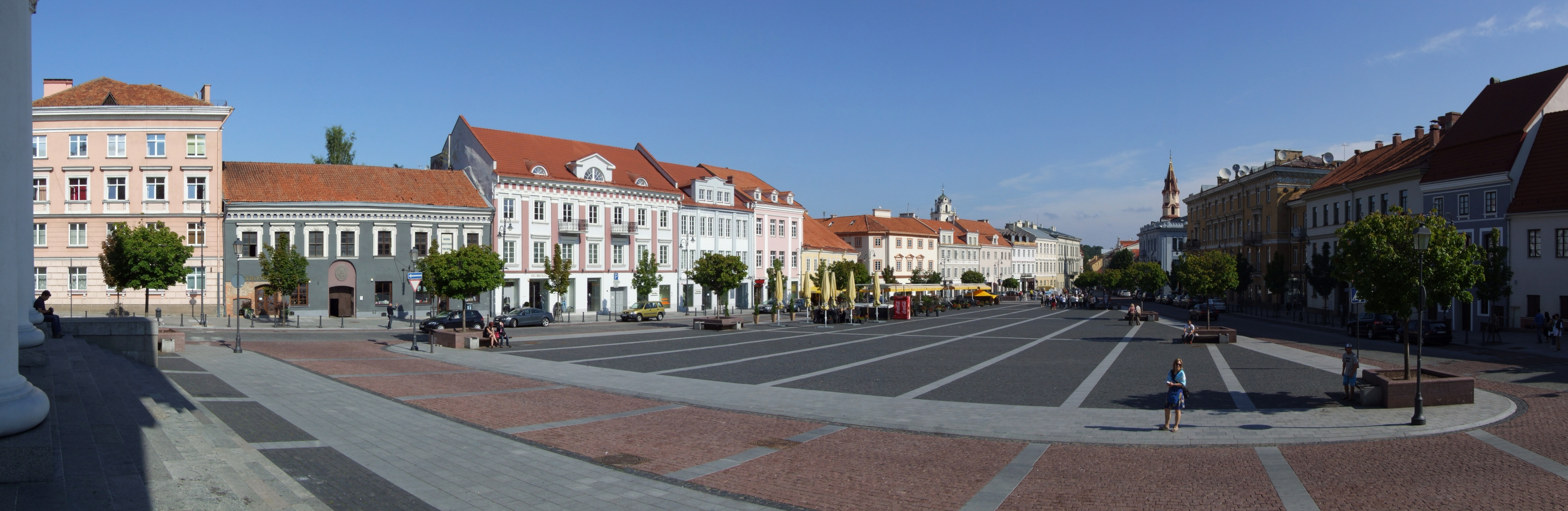
2011

Der Rathausplatz Vilnius ist einer der ältesten Plätze in Litauens Hauptstadt Vilnius. Er findet sich in der Altstadt Vilnius, um das Rathaus Vilnius, an den Straßen Didžioji, Stiklių, M. Antokolskio g., Vokiečių, Muziejaus g.
Der dreieckige Rathausplatz entstand ab dem 14. Jahrhundert aus dem Marktplatz. Hier findet die Messe Kaziuko mugė statt.
Bis zum 19. Jahrhundert war der Platz eine Richtstätte.